# Diagramme thermodynamique
Un diagramme thermodynamique est une représentation graphique utilisée dans différents domaines pour pointer les valeurs de diverses grandeurs caractérisant l'état d'un fluide : pression (p), pression partielle des composantes, température (T), volume spécifique (v), enthalpie (h), entropie (s). L'intérêt de ces diagrammes est qu'ils permettent de tracer approximativement l'évolution de ces variables dans des fluides lors d'un travail au lieu de devoir la calculer par les équations de la thermodynamique.

## Exemples

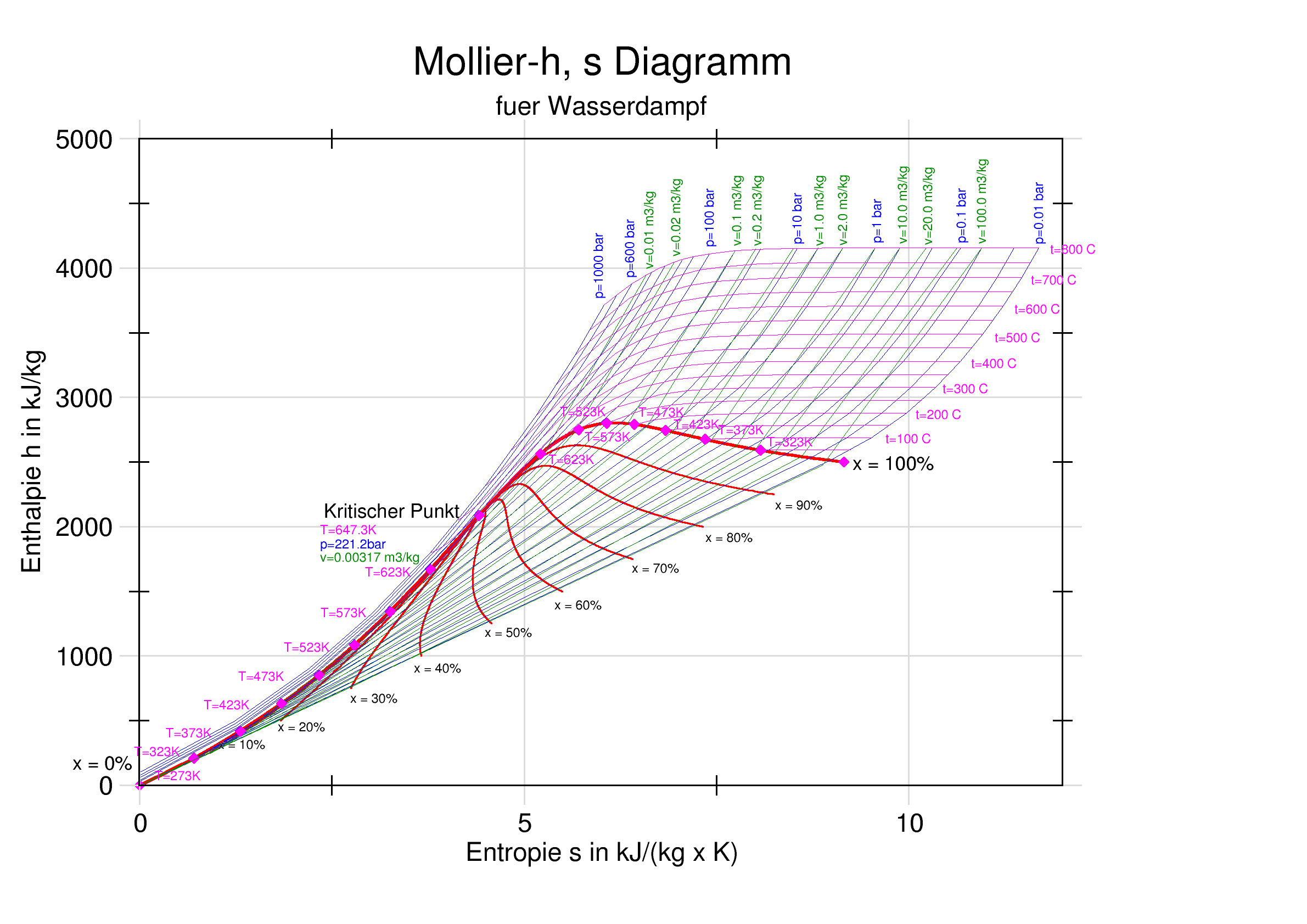
Diagramme de Mollier

Le tableau suivant présente quelques exemples de diagrammes thermodynamiques. 
| Diagramme                    | Abscisse                                                     | Ordonnée                                                     |
| ---------------------------- | ------------------------------------------------------------ | ------------------------------------------------------------ |
| Diagramme de Clapeyron       | Volume                                                       | Pression                                                     |
| Diagramme d'Amagat           | Pression                                                     | Pression × Volume                                            |
| Diagramme de compressibilité | Pression                                                     | Facteur de compressibilité                                   |
| Diagramme entropique         | Entropie                                                     | Température                                                  |
| Diagramme de Mollier         | Entropie                                                     | Enthalpie                                                    |
| Diagramme polytropique       | Entropie                                                     | Ln (Température)                                             |
| Diagramme des frigoristes    | Enthalpie                                                    | Ln (Pression)                                                |
| Diagramme de Raveau          | Transfert thermique entre la machine ditherme et la source 1 | Transfert thermique entre la machine ditherme et la source 2 |

## Mécanique
On les utilise pour estimer dans les machines :
- l'évolution isobare dans un échangeur de chaleur ;
- l'évolution isentropique dans les compresseurs et les turbines de détente ;
- l'évolution isenthalpique dans les conduites, les vannes ou les restrictions.

## Météorologie

Téphigramme

En météorologie, on utilise différents diagrammes thermodynamiques pour pointer les données de température et d'humidité (point de rosée) d'un radiosondage afin de pouvoir les analyser. On y représente ces variables selon leur hauteur exprimée en niveau de pression, il s'agit donc de diagrammes Température pression qui sont construits selon la formule de Clausius-Clapeyron. Ils sont donc également appelés diagrammes aérologiques. 
Les axes de ces diagrammes ne sont généralement pas à angle droit car la variation dans l'atmosphère de la température et de la pression est reliée à la loi des gaz parfaits. On veut également pouvoir représenter le changement d'énergie d'une parcelle d'air qui effectue un déplacement adiabatique par une aire proportionnelle à la surface entre la température de l'environnement et celle de sa courbe de température lors du changement d'altitude.
On y retrouve :
- les isobares, lignes de constante pression, en abscisse ;
- les isothermes, lignes de constante température en ordonnée ;
- les adiabatiques sèches qui sont le chemin que suit une parcelle d'air non saturée pour changer de niveau de pression ;
- les adiabatiques humides, ou pseudo adiabatiques humides, qui sont le chemin que suit une parcelle d'air saturée pour changer de niveau de pression ;
- les lignes de rapport de mélange qui représentent la quantité d'eau dans l'air selon le point de rosée et la température.

À partir des données pointées dans ces diagrammes, on peut analyser les couches nuageuses, leur stabilité et le type de précipitations qu'elles peuvent produire. À partir des lignes, on peut simuler ce qu'un déplacement d'air vers le haut ou le bas changerait à ces couches. Ainsi on peut noter le niveau de condensation par ascension et donc la base des nuages créés par un soulèvement de la masse d'air à un niveau. Si on atteint le niveau de convection libre, on peut déterminer la présence de nuages convectifs, les hauteurs de leurs bases de leurs sommets ainsi que leurs énergies potentielles. Ces analyses servent aux météorologistes à mieux connaître la structure et la nature de l'atmosphère afin de pouvoir prédire sa modification future.
Il y a trois diagrammes thermodynamiques utilisés à travers le monde qui obéissent à la relation de Clausius-Clapeyron :
- le Skew-T ;
- le téphigramme ;
- l'émagramme.

Un quatrième contrevient à cette relation car l'énergie entre deux courbes n'y est pas proportionnelle à l'énergie potentielle de déplacement d'une parcelle d'air : le diagramme de Stüve.